# Петру Йосуб
Петру Йосуб (16 червня 1961) — румунський академічний веслувальник.
Олімпійський чемпіон 1984 року в складі розпашної двійки без стернового, учасник 1980 року.
Бронзовий призер Чемпіонату світу 1982 року в складі розпашної четвірки без стернового.